# Mali (Bétaré-Oya)
Pour les articles homonymes, voir Mali (homonymie).
Mali est un village camerounais de la région de l'Est. Il se situe dans le département de Lom-et-Djérem et il dépend de la commune de Bétaré-Oya et du canton de Laï. Mali tient son nom de la rivière Mali qui traverse la commune. 

## Population
D'après le recensement de 2005, le village de Mali comptait 810 habitants. En 2011, il en comptait 1 770 dont 489 jeunes de moins de 16 ans et 376 enfants de moins de 5 ans. 

## Infrastructures
Mali possède l'une des 12 salles communautaires de la commune de Bétaré-Oya. 
Le plan communal de développement de Bétaré-Oya prévoyait en 2011 la construction à Mali d'une aires de séchage du manioc, d'un marché, d'un campement touristique lié aux chutes de la rivière Mali. 